# Louis Proost
Louis Proost (Halle, 7 april 1935 - Lier, 2 februari 2009) was een Belgisch wielrenner. 

## Levensloop
In 1957 werd hij wereldkampioen bij de amateurs in Waregem vóór de Italiaan Arnaldo Pambianco en de Nederlander Schalk Verhoef. Van 1958 tot 1967 was hij beroepsrenner. Hij won in 1960 en 1961 etappes in de Ronde van Frankrijk en de Ronde van Italië. Na zijn wielerloopbaan opende hij in Lier "Café Waregem", genoemd naar wat hij als de grootste overwinning uit zijn loopbaan beschouwde, het amateurwereldkampioenschap in 1957.

## Palmares
- 1957
  - Wereldkampioen bij de amateurs
  - 4e etappe Vredeskoers
  - 5e etappe Vredeskoers
  - 11e etappe Vredeskoers

- 1958
  - Brussel-Ingooigem

- 1960
  - 13e etappe  Ronde van Frankrijk
  - Brussel - Charleroi - Brussel
  - Roubaix - Cassel - Roubaix

- 1961
  - 5e etappe Ronde van Italië
  - 5e etappe Ronde van Duitsland
  - 2e etappe Ronde van België
  - 4e etappe Ronde van België

## Resultaten in voornaamste wedstrijden
| Jaar | Ronde van Italië | Ronde van Frankrijk | Ronde van Spanje |
| ---- | ---------------- | ------------------- | ---------------- |
| 1958 |                  |                     |                  |
| 1959 |                  |                     |                  |
| 1960 |                  | opgave (1)          |                  |
| 1961 | opgave (1)       | opgave              |                  |
| 1962 |                  |                     |                  |
| 1963 |                  | 65e                 |                  |
| 1964 |                  | buiten tijd         | 22e              |
| 1965 |                  |                     |                  |
| 1966 |                  |                     |                  |

| Jaar | Milaan-San Remo | Gent-Wevelgem | Ronde van Vlaanderen | Parijs-Roubaix | Amstel Gold Race | Ronde van Lombardije | Waalse Pijl | Parijs-Brussel |  | WK op de weg |
| ---- | --------------- | ------------- | -------------------- | -------------- | ---------------- | -------------------- | ----------- | -------------- |  | ------------ |
| 1958 |                 |               |                      |                |                  | 98e                  |             |                |  |              |
| 1959 |                 |               | 32e                  |                |                  |                      |             | 65e            |  |              |
| 1960 |                 |               |                      |                |                  |                      | 13e         |                |  |              |
| 1961 | 87e             |               | 27e                  |                |                  |                      | 14e         | 52e            |  |              |
| 1962 | Brons           | 78e           |                      | 50e            |                  |                      | 14e         | 25e            |  |              |
| 1963 |                 | 11e           | 31e                  | 71e            |                  |                      | 13e         | 6e             |  | 12e          |
| 1964 |                 | 59e           |                      | 5e             |                  |                      |             | 64e            |  |              |
| 1965 |                 |               |                      |                |                  |                      |             | 35e            |  |              |
| 1966 |                 |               |                      |                | 19e              |                      |             |                |  |              |